# Championnat du Maroc féminin de football 2022-2023
Navigation
Édition précédente Édition suivante
La saison 2022-2023 du Championnat du Maroc féminin de football est la vingt-et-unième saison du championnat. L'AS FAR de Rabat, tenant du titre, remet sa couronne en jeu. C'est la troisième édition professionnelle du championnat féminin.

## Participants
| \| Sahara occidental: · Municipale Laâyoune FUS Rabat Ittihad Tanger Jawharat Najm Larache Raja Aïn Harrouda Raja Aït Iazza Chabab Mohammédia Assa Zag ASFAR Raja CA Amjad Taroudant Aïn Atiq Témara Wydad AC SC Casablanca \| Localisation des clubs engagés dans le championnat. |
| Sahara occidental: · Municipale Laâyoune FUS Rabat Ittihad Tanger Jawharat Najm Larache Raja Aïn Harrouda Raja Aït Iazza Chabab Mohammédia Assa Zag ASFAR Raja CA Amjad Taroudant Aïn Atiq Témara Wydad AC SC Casablanca                                                           |

| Nom du club                                                                  | Ville        | Palmarès                                                 |
| ---------------------------------------------------------------------------- | ------------ | -------------------------------------------------------- |
| Amjad Taroudant                                                              | Taroudant    |                                                          |
| Association Club Ittihad Tanger de Football Féminin                          | Tanger       |                                                          |
| Jawharat Najm Larache                                                        | Larache      |                                                          |
| Association Municipale Féminine du Football Laâyoune                         | Laâyoune     | 4 (2010, 2011, 2012, 2015)                               |
| Raja Ait Iazza                                                               | Aït Iaâza    |                                                          |
| Raja Aïn Harrouda                                                            | Aïn Harrouda | 1 (2009)                                                 |
| Association Union Sportive Féminin Assa Zag                                  | Assa         |                                                          |
| Association Sportive des Forces Armées Royales                               | Rabat        | 9 (2013, 2014, 2016, 2017, 2018, 2019, 2020, 2021, 2022) |
| Raja Club Athletic                                                           | Casablanca   |                                                          |
| Fath Union Sports                                                            | Rabat        |                                                          |
| Association de Solidarité pour le Développement Sportif et Culturel Ain Atiq | Témara       |                                                          |
| Wydad Athletic Club                                                          | Casablanca   |                                                          |
| Chabab Mohammédia                                                            | Mohammédia   |                                                          |
| Sporting Club Casablanca                                                     | Casablanca   |                                                          |

## Compétition
Le championnat se dispute en une poule unique dans laquelle chaque équipe affronte toutes les autres à domicile et à l'extérieur. Le vainqueur se qualifie pour le tournoi de qualification de la zone UNAF qualificatif pour la Ligue des champions de la CAF. Les deux dernières équipes sont reléguées.

### Classement
| Rang | Équipe                | Pts | J  | G  | N | P  | Bp  | Bc | Diff |
| ---- | --------------------- | --- | -- | -- | - | -- | --- | -- | ---- |
| 1    | AS FAR T C            | 74  | 26 | 24 | 2 | 0  | 106 | 8  | +98  |
| 2    | Sporting Casablanca   | 57  | 26 | 17 | 6 | 3  | 55  | 25 | +30  |
| 3    | Fath Union Sport P    | 48  | 26 | 14 | 6 | 6  | 49  | 36 | +13  |
| 4    | Municipale Laâyoune   | 45  | 26 | 12 | 9 | 5  | 41  | 19 | +22  |
| 5    | Wydad AC              | 44  | 26 | 13 | 5 | 8  | 43  | 30 | +13  |
| 6    | Ain Atiq Temara       | 40  | 26 | 12 | 4 | 10 | 38  | 34 | +4   |
| 7    | Chabab Mohammédia     | 38  | 26 | 10 | 8 | 8  | 32  | 31 | +1   |
| 8    | Raja Aïn Harrouda     | 36  | 26 | 9  | 8 | 9  | 38  | 40 | -2   |
| 9    | Jawharat Najm Larache | 29  | 26 | 8  | 5 | 13 | 26  | 49 | -23  |
| 10   | Raja Ait Iazza        | 27  | 26 | 8  | 3 | 15 | 30  | 52 | -22  |
| 11   | Assa Zag              | 24  | 26 | 7  | 3 | 16 | 26  | 57 | -31  |
| 12   | Ittihad Tanger        | 23  | 26 | 6  | 5 | 15 | 25  | 49 | -24  |
| 13   | Amjad Taroudant P     | 21  | 26 | 6  | 3 | 17 | 28  | 54 | -26  |
| 14   | Raja CA               | 4   | 26 | 0  | 4 | 22 | 16  | 69 | -53  |

| Légende : Qualifications et relégations | Légende : Qualifications et relégations                                    |
| --------------------------------------- | -------------------------------------------------------------------------- |
|                                         | Qualifié pour la Ligue des champions CAF                                   |
|                                         | Qualifié pour le tour préliminaire de la Ligue des champions CAF           |
|                                         | Relégation en D2                                                           |
|                                         | T : Tenant du titre P : Promu C : Vainqueur de la Coupe du Trône 2020-2021 |

### Statistiques individuelles
| Rg | Joueuse          | Club                | Buts |
| -- | ---------------- | ------------------- | ---- |
| 1. | Ghizlane Chebbak | AS FAR              | 23   |
| 2. | Chaymaa Mourtaji | Sporting Casablanca | 21   |
| 3. | Violet Nanjala   | Municipal Laâyoune  | 20   |